# Olivia Gollan
Olivia Gollan (Maitland, Nova Gal·les del Sud, 27 d'agost de 1973) va ser una ciclista australiana professional des del 2005 al 2008. Del seu palmarès destaca el Campionat nacional en ruta de 2003.

## Palmarès
- 2001
  - 1a a la Canberra Milk Race i vencedora d'una etapa
- 2002
  - 1a a la Coppa della Nazione
  - Vencedora d'una etapa al Bay Classic
- 2003
  -  Campiona d'Austràlia en ruta
  - 1a al Tour de Berna
  - 1a al Trofeu d'Or
  - 1a al The Bellarine Tour i vencedora d'una etapa
- 2005
  - 1a al Scandinavian Open GP
- 2006
  - 1a al Gran Premi de Santa Ana
  - Vencedora d'una etapa a la Gracia Orlová
  - Vencedora d'una etapa al Tour del Gran Mont-real
  - Vencedora d'una etapa a la Volta a El Salvador
- 2007
  - Vencedora d'una etapa al Tour féminin en Limousin